# Pelenomus zumpti
Pelenomus zumpti är en skalbaggsart som först beskrevs av Wagner 1939.  Pelenomus zumpti ingår i släktet Pelenomus, och familjen vivlar. Arten har ej påträffats i Sverige.